# The Only
«The Only» (рус. Единственное) — первый сингл рок-группы Static-X с их третьего альбома Shadow Zone, который был выпущен 7 октября 2003 года. Песня отличается от остальных песен Static-X мелодичными гитарными партиями и вокалом, а также упрощенной партией ударных. В качестве сингла «The Only» был выпущен 2 сентября 2003 года.

## Клип
Видеоклип был снят режиссёром П. Р. Брауном.
В клипе показана сама группа, исполняющая песню в закрытой комнате, стены которой во время исполнения песни медленно поднимаются, и за музыкантами оказываются толпы поклонников.
В 2014 году журнал Billboard назвал «The Only» самым лучшим клипом, в котором участвовал Уэйн Статик.

## Саундтрек
Песня вошла в саундтрек к видеоигре  Need for Speed: Underground, которая была разработана компанией Electronic Arts. В самой игре слова «My Heaven, Your Hell» были заменены на «My Heaven, you're losing»
Также песню можно услышать в PC версии игры True Crime: Streets of LA и в MTV Music Video Awards в 2003 году как музыкальный фон для речи диктора.

## Сингл
| №  | Название   | Длительность |
| -- | ---------- | ------------ |
| 1. | «The Only» | 2:51         |

## Чарты
| Чарт                                    | Позиция |
| --------------------------------------- | ------- |
| US Billboard Hot Mainstream Rock Tracks | 22      |